# Bistum Metuchen
Das Bistum Metuchen (lat.: Dioecesis Metuchensis, engl.: Diocese of Metuchen) ist eine in den Vereinigten Staaten gelegene römisch-katholische Diözese mit Sitz in Metuchen, New Jersey.

## Geschichte
Das Bistum Metuchen wurde am 19. November 1981 durch Papst Johannes Paul II. mit der Apostolischen Konstitution Qui benignissimo aus Gebietsabtretungen des Bistums Trenton errichtet und dem Erzbistum Newark als Suffraganbistum unterstellt.

## Territorium
Das Bistum Metuchen umfasst die im Bundesstaat New Jersey gelegenen Gebiete Hunterdon County, Middlesex County, Somerset County und Warren County.

## Bischöfe von Metuchen
- Theodore McCarrick, 1981–1986, dann Erzbischof von Newark, 2000 Erzbischof von Washington, 2001 Kardinal, 2018 von der Ausübung des Priesteramtes suspendiert und als Kardinal zurückgetreten, 2019 in den Laienstand versetzt
- Edward Thomas Hughes, 1986–1997
- Vincent DePaul Breen, 1997–2002
- Paul Gregory Bootkoski, 2002–2016
- James F. Checchio, seit 2016

## Einzelnachweise

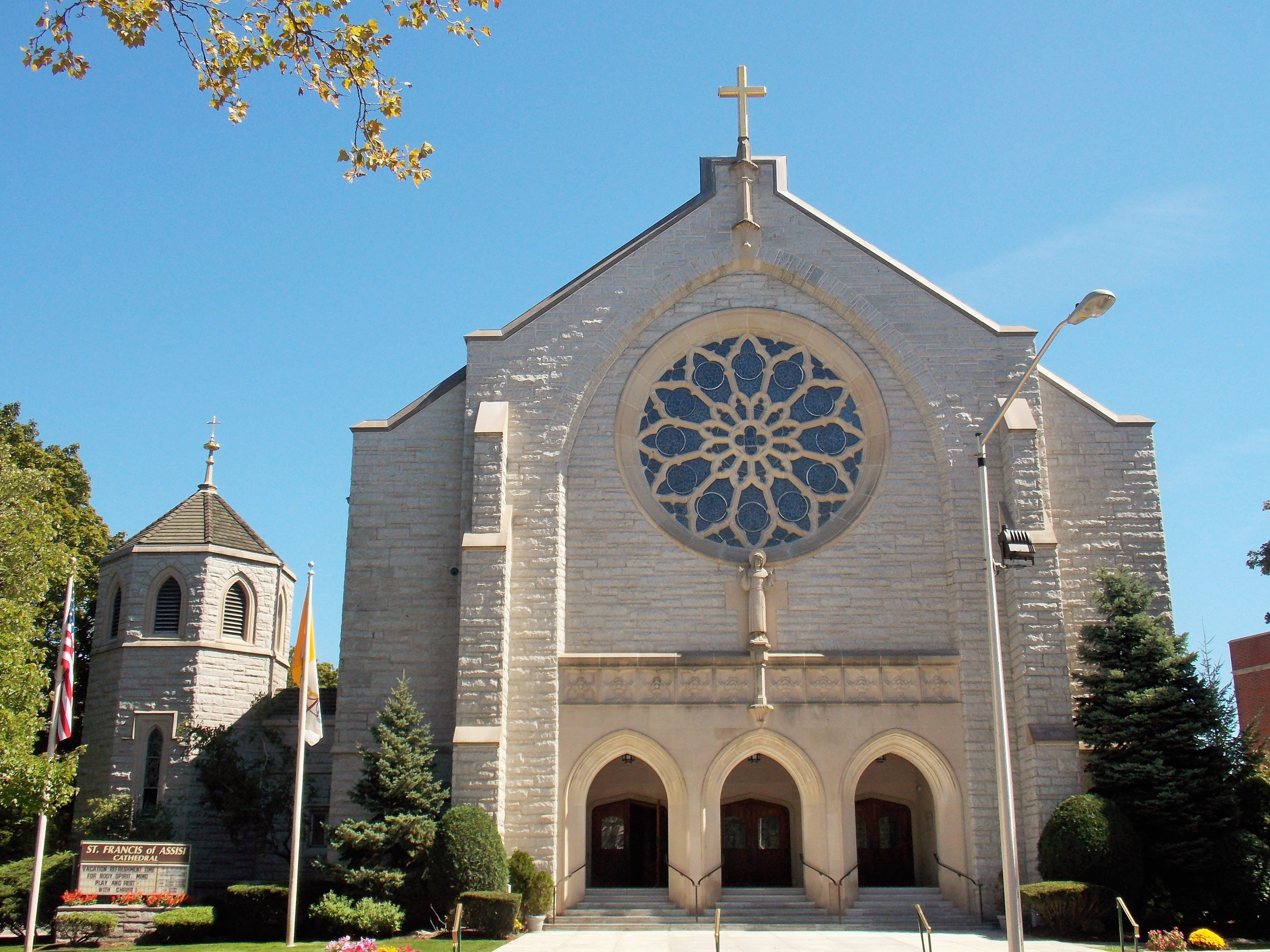
Kathedrale: St. Francis of Assisi in Metuchen